# Asprenas gracilipes
Asprenas gracilipes är en insektsart som beskrevs av Ludwig Redtenbacher 1908. Asprenas gracilipes ingår i släktet Asprenas och familjen Phasmatidae. Inga underarter finns listade.